# Dr. Mann-Grundig
Dr. Mann-Grundig fue un equipo ciclista belga, de ciclismo en ruta que compitió entre 1960 y 1970.

## Principales resultados
- Burdeos-París: Marcel Janssens (1960), Herman Van Springel (1970)
- Vuelta a Bélgica: Peter Post (1963)
- Tour del Norte: Jos Huysmans (1964)
- Gante-Wevelgem: Herman Van Springel (1966)
- A través de Flandes: Herman Van Springel (1966)
- Flecha Brabanzona: Roger Rosiers (1967), Willy In 't Ven (1969), Herman Van Springel (1970)
- A través de Flandes: Daniel Van Ryckeghem (1967, 1970)
- Giro de Lombardía: Herman Van Springel (1968)
- Flecha Valona: Jos Huysmans (1969)
- París-Tours: Herman Van Springel (1969)
- Gran Premio de las Naciones: Herman Van Springel (1969, 1970)
- Amstel Gold Race: Georges Pintens (1970)
- Cuatro Días de Dunkerque: Willy Vanneste (1970)
- E3 Harelbeke: Daniel Van Ryckeghem (1970)

### A las grandes vueltas
- Giro de Italia
  - 1 participación (1966)
  - 0 victorias de etapa:
  - 0 clasificación finales:
  - 0 clasificaciones secundarias:

- Tour de Francia
  - 3 participaciones (1966, 1969, 1970)
  - 2 victorias de etapa:
    - 2 en 1969: Herman Van Springel (2)

  - 0 clasificaciones secundarias:

- Vuelta a España
  - 1 participaciones (1970)
  - 1 victorias de etapa:
    - 1 en 1970: Willy In 't Ven

  - 0 clasificación finales:
  - 0 clasificaciones secundarias: